# Maroons FC
El Maroons FC es un equipo de fútbol de Uganda que juega en la Superliga de Uganda, la liga de fútbol más importante del país.

## Historia
Fue fundado en el año 1965 en la capital Kampala con el nombre Prisons FC, con el cual lograron ganar 2 títulos de la Superliga de Uganda a finales de la década de los años 60s, liga que jugaronpor última vez en la temporada 2011/12. En la década de los años 90s tomaron su nombre actual y en la temporada 2012/13 se integraron a la Bell Uganda Super League, la cual no es reconocida por la Federación de Fútbol de Uganda ni por la FIFA, liga que ganaron entre 11 participantes y que se jugaba de manera paralela a la Superliga de Uganda, la liga oficial.
A nivel internacional han participado en un torneo continental, la Copa Africana de Clubes Campeones 1970, en la cual fueron eliminados en los cuartos de final por el Ismaily SC de la República Árabe Unida.

## Palmarés
- Superliga de Uganda: 2

1968, 1969
- Primera División de Uganda: 1

2014/15
- Big Uganda Super League: 1

2012/13

## Participación en competiciones de la CAF
| Temporada | Torneo                            | Ronda            | Club           | Casa | Visita | Global  |
| --------- | --------------------------------- | ---------------- | -------------- | ---- | ------ | ------- |
| 1970      | Copa Africana de Clubes Campeones | 1                | Lavori Publici | 4-2  | 1-2    | 5-4     |
| 1970      | Copa Africana de Clubes Campeones | 2                | Tele SC        | 1-2  | 3-2    | 4-4 (a) |
| 1970      | Copa Africana de Clubes Campeones | Cuartos de final | Ismaily SC     | 1-2  | 1-4    | 2-6     |